# Fosse radiale
La fosse radiale (ou fossette sus-condylienne ou fossette radiale) est une légère dépression située sur l'épiphyse inférieure de l'humérus au-dessus de la partie antérieure du capitulum de l'humérus.
Elle reçoit le bord antérieur de la tête du radius lorsque l'avant-bras est fléchi.
La capsule articulaire de l'articulation du coude s'attache à l'humérus à proximité de la fosse radiale.